# توني وايت (لاعب هوكي جليد)
توني وايت هو لاعب هوكي جليد كندي، ولد في 16 يونيو 1954.

## وصلات خارجية
- توني وايت على موقع دوري الهوكي الوطني (الإنجليزية)
- توني وايت على موقع قاعة مشاهير الهوكي (لاعب أن.إتش.أل) (الإنجليزية)
- توني وايت على موقع EliteProspects.com (الإنجليزية)
- توني وايت على موقع HockeyDB.com (الإنجليزية)
- توني وايت على موقع Hockey-Reference.com (الإنجليزية)